# Alfred Coulomb
Alfred Coulomb, né le 3 janvier 1838 à Paris et mort le 15 mars 1929, également à Paris, est un architecte français actif sous la Troisième République.

## Biographie
Fils d’Étienne Coulomb et de Rose Sylvie Gérard, Alfred Coulomb voit le jour le 3 janvier 1838 à Paris.
Apprenti puis commis, Alfred Coulomb entre chez l’architecte Pierre Chauvet – père de Louis – en 1860, s’associe à lui en 1866 puis, à sa mort en 1875, reprend l’affaire seul.
Actif de 1870 à 1911, il est l’un des grands architectes de la Belle Époque. Il construit hôtels particuliers, immeubles de rapport, châteaux et églises, souvent en association avec son collègue et ancien élève Louis Chauvet. 
Il meurt le 15 mars 1929 à Paris, dans le 8e arrondissement. Il est alors domicilié au no 4, rue de Pétrograd.

## Réalisations

### À Paris

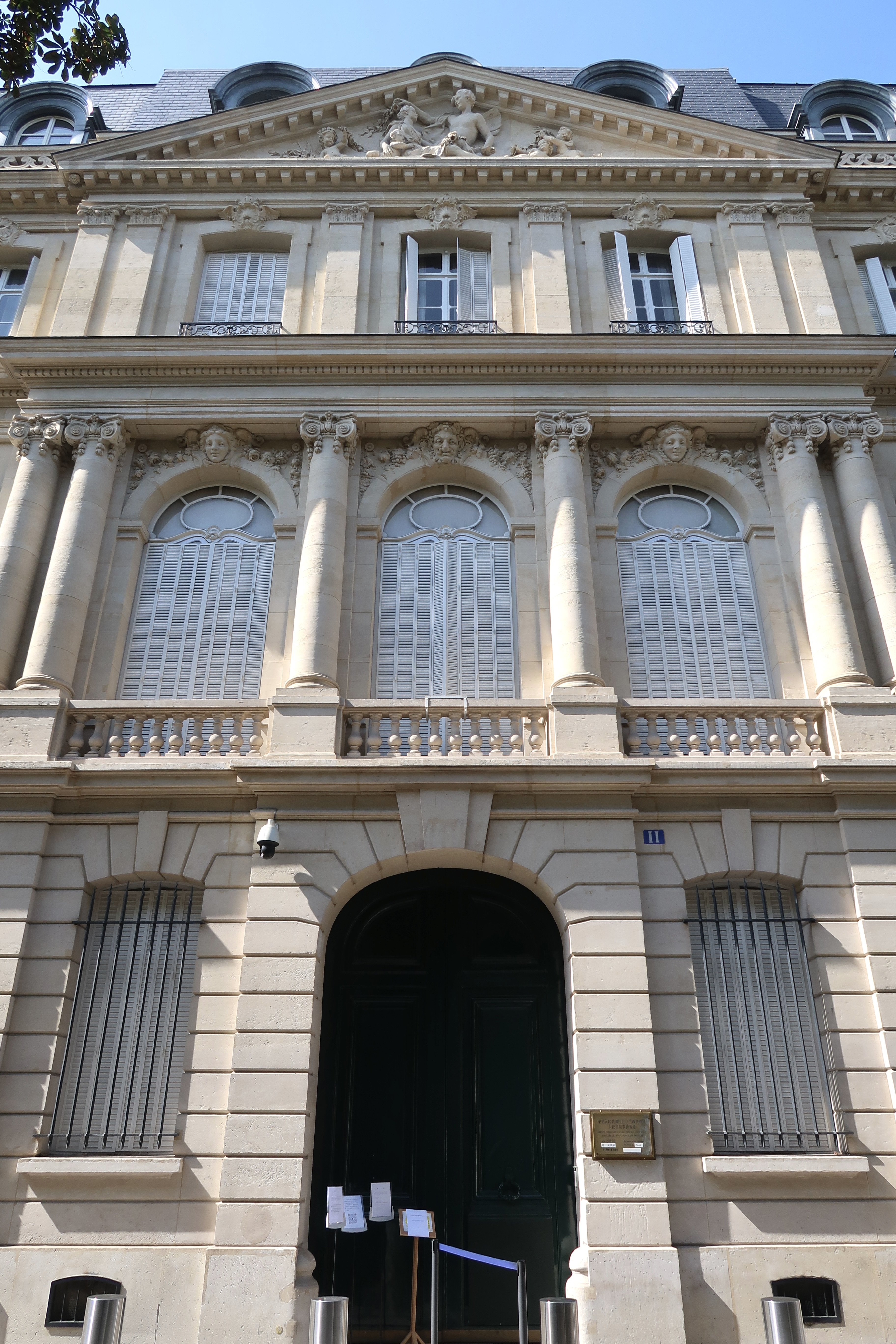
No 11, avenue George-V.

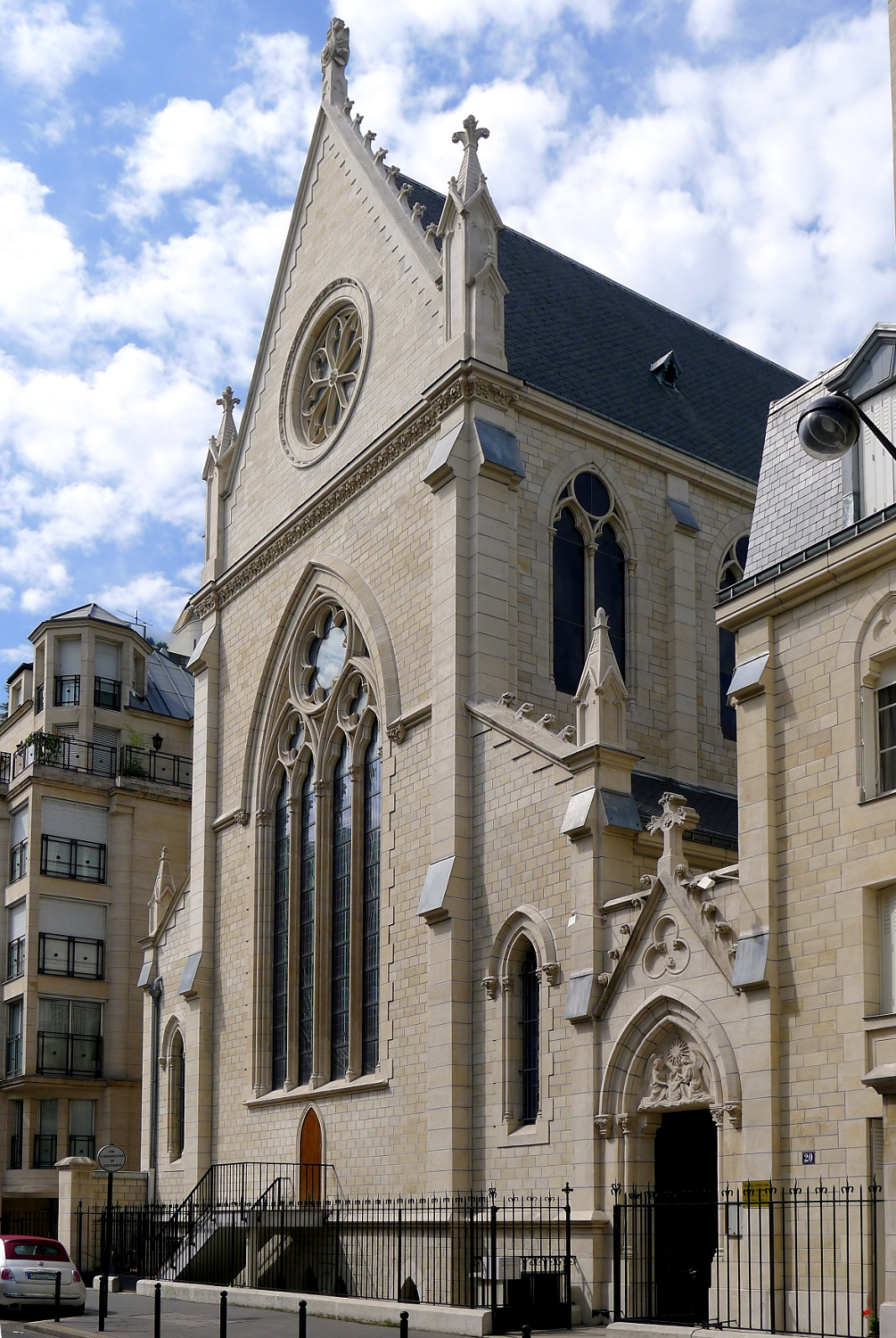
Chapelle Notre-Dame-du-Saint-Sacrement, 20, rue Cortambert.

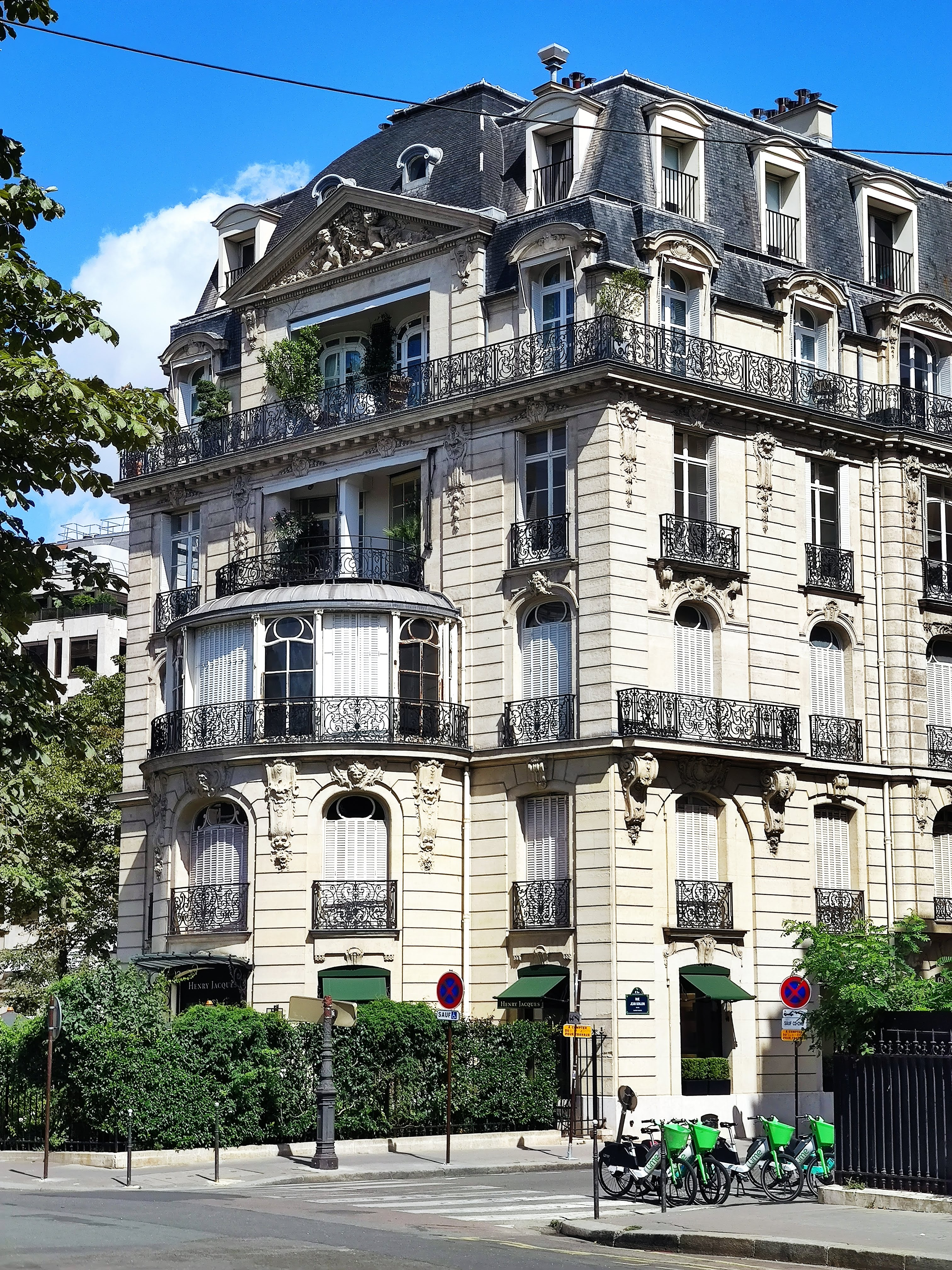
No 2, avenue Montaigne ou 4, place de la Reine-Astrid.

- dernier quart du XIXe siècle : hôtel de Rouvre (ou Lebaudy), 11, avenue George-V[5],[6] ;
- 1881 : ajout d’un corps de bâtiment de style néo-Louis XIII à l’hôtel de Mayenne, 21, rue Saint-Antoine. Sa démolition, en 2012, fait l’objet d’une vive polémique, la Commission du Vieux Paris, notamment, émettant un avis défavorable[7] ;
- 1898-1900 : chapelle Notre-Dame-du-Saint-Sacrement de Paris, 20, rue Cortambert (en collaboration avec Louis Chauvet) ;
- 1899 : immeuble au 2, avenue Montaigne (en collaboration avec Louis Chauvet)[8],[9] ;
- 1903 (vers) : immeuble au 56, avenue Victor-Hugo (en collaboration avec Louis Chauvet)[10].
- 1904 : surélévation de deux étages de l'immeuble situé au 3 bis, place des États-Unis (en collaboration avec Louis Chauvet)[11].

### En province

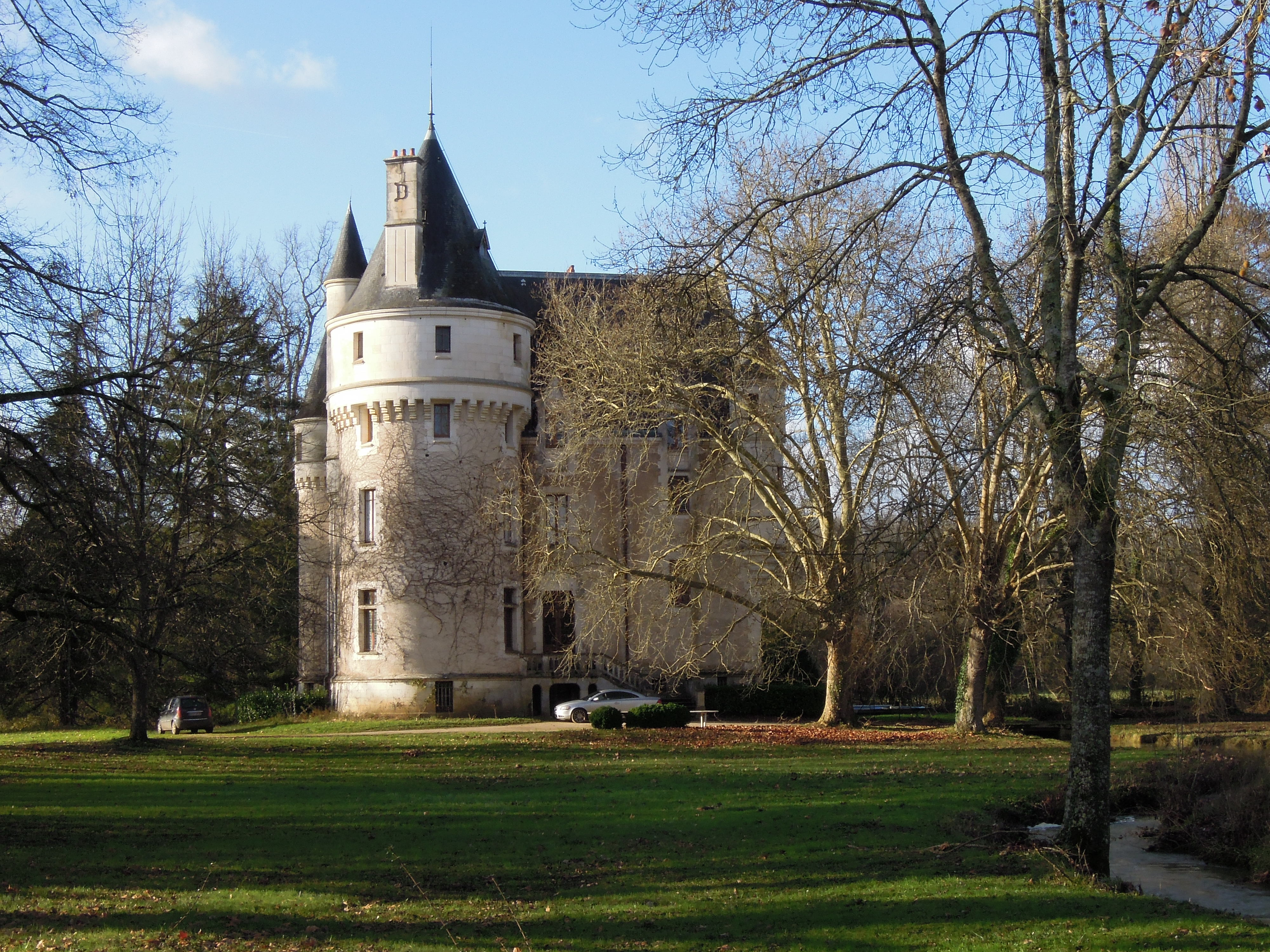
Château de la Chaise-Saint-Éloi.

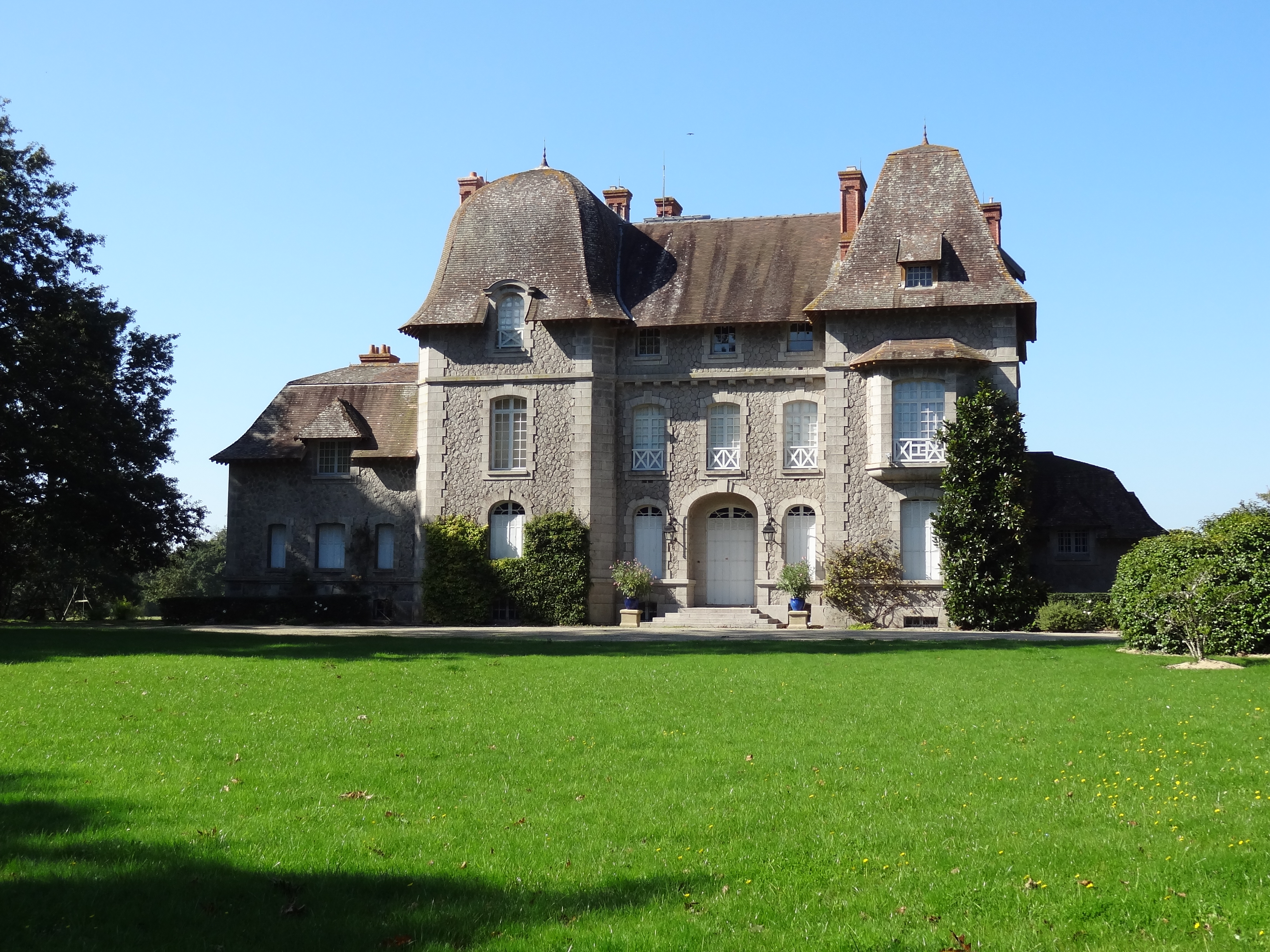
Château du Bois-Rouaud.

- dernier quart du XIXe siècle : château de la Chaussière, Vieure, Allier[12],  Inscrit MH (2007) ;
- 1882 : château de la Chaise-Saint-Éloi, Mosnay, Indre[3] ;
- 1896-1900 : château de Pont-Chevron, Ouzouer-sur-Trézée, Loiret,  Inscrit MH (1987)[13] ;
- 1903-1908 : reconstruction du corps central du château des Ormes, Les Ormes, Vienne,  Classé MH (2012)[14] ;
- 1905 : reconstruction du château du Bois-Rouaud, Chaumes-en-Retz, Loire-Atlantique,  Inscrit MH (2001)[15].